# Alnmouth
Alnmouth è un piccolo centro urbano della regione di Northumberland, nel nord dell'Inghilterra. Si trova poco distante dalla strada principale A1068 per Ashington, circa 4 miglia (6.5 km) a sud-est di Alnwick.
Situata sulla foce del fiume Aln, la cittadina è stata in passato un importante porto commerciale di Northumberland, interessato principalmente dall'esportazione di cereali, e da traffici di contrabbando. Il porto conobbe il suo declino quando il fiume cambiò il suo corso nel 1806, dopo una violenta bufera. A ricordo dei suoi traffici sono rimasti nel villaggio numerosi granai.
Oggi, Alnmouth è una frequentata popolare meta turistica, servita dalla stazione ferroviaria di Alnmouth, situata a Hipsburn, a un miglio da Alnmouth. Fa parte della Costa del Northumberland, riconosciuta Area of Outstanding Natural Beauty (Area di eccezionale bellezza naturale).
Qui, secondo la testimonianza di Beda il Venerabile (Historia ecclesiastica gentis Anglorum, IV, 28), Teodoro di Tarso presiedette il grande sinodo, nel quale alla presenza di re Ecgfrith di Northumbria, Turnberht fu deposto dalla cattedra di vescovo nel 684 mentre al suo posto fu eletto san Cutberto fu eletto vescovo di Lindisfarne.
Secondo l'Encyclopaedia Metropolitana, Alnmouth fu fortificata dai Francesi durante il regno di Elisabetta I.
Un'esaustiva storia della cittadina fu redatta nel 1851 da Willian Dickson, sotto il titolo di Four Chapters from the History of Alnmouth (Quattro capitoli dalla storia di Alnmouth).
La cittadina, nel 1860, fu scelta da George Percy, V duca di Northumberland, presidente del Royal National Lifeboat Institution, come una delle 14 stazioni meteorologiche e fu pertanto equipaggiata di un barometro.